# Kanton Ernée
Ernée is een kanton van het Franse departement Mayenne. Het kanton maakt deel uit van het arrondissement Mayenne.

## Gemeenten
Het kanton Ernée omvatte tot 2014 de volgende 6 gemeenten:
- Ernée (hoofdplaats)
- Larchamp
- Montenay
- La Pellerine
- Saint-Denis-de-Gastines
- Vautorte

Bij de herindeling van de kantons door het decreet van 21 februari 2014, met uitwerking op 22 maart 2015, werden daar volgende 9 gemeenten aan toegevoegd:
- Andouillé
- La Baconnière
- La Bigottière
- Chailland
- La Croixille
- Juvigné
- Saint-Germain-le-Guillaume
- Saint-Hilaire-du-Maine
- Saint-Pierre-des-Landes